# Rhexoampullifera fagi
Rhexoampullifera fagi är en svampart som först beskrevs av M.B. Ellis, och fick sitt nu gällande namn av P.M. Kirk & C.M. Kirk 1982. Rhexoampullifera fagi ingår i släktet Rhexoampullifera, divisionen sporsäcksvampar och riket svampar.   Inga underarter finns listade i Catalogue of Life.